# Brachymyrmex bruchi
Brachymyrmex bruchi es una especie de hormiga perteneciente al género Brachymyrmex, categorizada en la tribu Myrmelachistini, de la subfamilia Formicinae.

## Distribución
La especie es nativa de la región del Neotrópico. Se distribuye por América, en Argentina, Bolivia, Brasil, Chile, Colombia, Costa Rica, Estados Unidos, Ecuador, Guatemala, México, Paraguay, República Dominicana y Uruguay. Se ha encontrado a altitudes de 1160-4300 m s. n. m.

## Taxonomía
Fue descrita por Forel en 1912.